# Rättspsykiatrins historia i Sverige
Rättspsykiatrins historia i Sverige präglas av ändringar under 1800-talet då det skedde förändringar i den straffrättsliga aspekten av sinnessjukvård. Revidering av strafflagen gällande Rättspsykiatrisk vård påverkade framväxten av sinnessjukvården samtidigt som fler läkare började intressera sig för psykiska sjukdomar. Den svenska psykiatrin fick sitt genombrott på de större hospitalen under 1860-talet. Under några tidigare decennier hade det bedrivits sinnessjukvård, men det var under 1860-talet som rättspsykiatrin fastställdes i lag. Det innebar att rättspsykiatri dels infördes som ämne på läkarutbildningen samt att det blev ett medicinskt specialområde.

## Före 1800-talet
Sverige har sedan medeltiden haft stadgar för speciell straffrättslig behandling av människor man förklarades som "vettlösa" personer. I den missgärningsbalk som utformades 1734 fanns det stora utrymmen för tolkning. Det fick konsekvenser för hur brottslingar skulle dömas. Det var mycket ovanligt att folk dömdes till straffrihet under 1700-talet, däremot kunde det utdömas förmildrande straff där man såg att det fanns skäl till det. Först under 1800-talet blev dessa stadgar mer detaljrika och det tillkom bestämmelser för hur behandlingar skulle utformas.

## 1800-talet
Under 1840-talet väcktes ett missnöje hos hospitalläkarna som ansåg att systemet som utgick ifrån att de skulle bära ansvar att ta hand om människor med en brottslig bakgrund inte var hållbart. Eftersom utvecklingen av hospitalen också innebar färre tvångsåtgärder gjorde situationen det även svårare för läkarna att sköta om våldsamma patienter. I en senare rapport av generaldirektören Carl Johan Ekströmer (1793-1860) vid Sundhetskollegiet visade på att många av de människor som hade blivit förklarade straffria, senare inte visade sig lida av några psykiska sjukdomar. Det var heller inte ovanligt att patienter blev av med sina psykiska besvär efter bara en kort tids behandling. Generaldirektören Ekströmer hävdade att det inte var rimligt att hospitalläkare skulle behandla patienter som hade begått grova brott som antingen aldrig lidit av någon psykisk sjukdom eller som snabbt blivit friska. Ekströmer krävde därför nya utskrivningsregler för att motverka problematiken. 1851 presenterades en utredning av hospitalen med syftet att genomföra det Ekströmer argumenterade för, brottslingar som visat sig inte längre lida av psykisk sjukdom skulle överföras till kriminalvården och bli bestraffade.

### Lagen om sinnessjukas behandling och vård
Den grundläggande idén med lagen om sinnessjukas behandling och vård som stiftades 1858 var att sjukhusens uppgift framöver skulle vara att behandla människor med psykiska sjukdomar. Förhoppning var att de efter behandling skulle bli utskrivna och kunna leva ett tämligen normalt liv igen. Under samma år fastställde man också ett mer tydligt system för hur man skulle hantera dessa patienter. Sjukhusen var utformade för både brottslingar intagna för rättsmedicinsk undersökning inför bedömning om straffrihet, samt de som redan var straffriförklarade. Hanteringen av de personerna som straffriförklarades bestämdes främst av institutioner i dåtidens statsapparat. Andra viktiga avgränsningar för patienten bestämdes i samband med undersökningen av patienten.
Kriminalpatienterna förklarades ofta som ett bekymmersamt inslag inom vården. I de nya bestämmelserna som trädde i kraft 1858 förklarade man utöver klinikernas vanliga patienter två olika typer av vårdpatienter som avvek på grund av sin koppling till fångvården eller rättsväsenden. Det rörde sig dels om patienter som förklarats som straffria. Straffria patienter var de personer som inte kunde fällas för brotten de hade begått på grund av psykisk problematik vid tillfället där lagen bröts. Dels var det patienter som genomgick en rättsmedicinsk undersökning. I en paragraf i de nya bestämmelserna benämnde man de brottsliga patienterna på hospitalen som "vansinniga". Den här försvann i samband med att de nya stadgarna introducerades 1883 där man ersättningsvis gjorde det tydligt vilka patienter som var straff-rannsakningsfångar, straffria patienter och undersökningspatienter. 1883 blev det också klart att de straffria patienterna skulle omfattas av separata regler.
Förändringarna skedde i samband med att förordningen Bestämmelserna om provkur och obotlighetsintyg för hospitalpatietnterna avskaffades. Lagen stiftades till en början i syfte att ingen människa skulle ha möjligheten att åtnjuta förmånerna att vistas på ett sjukhus utan att vara sjuk. Ett flertal läkare hade under en längre tid argumenterat för att lagen som krävde intyg på sinnessjukdom endast gjorde att det dröjde för människor att få vård. Det kom däremot att dröja innan den nya lagen implementerades inom vården eftersom psykiatrin drevs av statlig regi medan sjukvård i andra avseenden gick över till att bedrivas av landstingen.
I samband med de nya bestämmelserna 1858 lades det också fram ett samlat regelverk kring utskrivning av kriminalpatienter. Innan det nya regelverken togs i kraft fanns det kriterier för när en kriminalpatient var lämpad att skrivas ut från hospitalet, men inga regler en läkare eller styrelse skulle följa. De nya stadgarna syftade till att överläkaren skulle anmäla utskrivning av en patient till en ledningsgrupp, varefter beslutet skulle fattas av ledningsgruppen. Men i de nya bestämmelser som antogs 1883 och 1901 blev det tydligt att överläkarna haft mer självständighet än vad 1858 bestämmelser hade som ambition. På många hospital följdes kraven på att ledningsgruppen skulle fatta de slutgiltiga beslutet. Trots att det inte var överläkaren som tog de formella besluten var det ändå överläkaren som hade hand om vården och anmälde till ledningsgruppen när en patient ansågs kunna skrivas ut. Det gav läkaren stort inflytande över patientens behandling och utskrivning. Ytterligare en aktör som kunde påverka utskrivningen av en patient var den som stod för betalningen av patientens vård. Om överläkaren ansåg att det inte var en risk för allmänheten kunde patienten skrivas ut trots att personen fortfarande var sjuk. Det var däremot att krav att personen som ansvarade för den före detta patienten skulle fortsätta ta hand om personen.

### Konradsbergs hospital i Stockholm

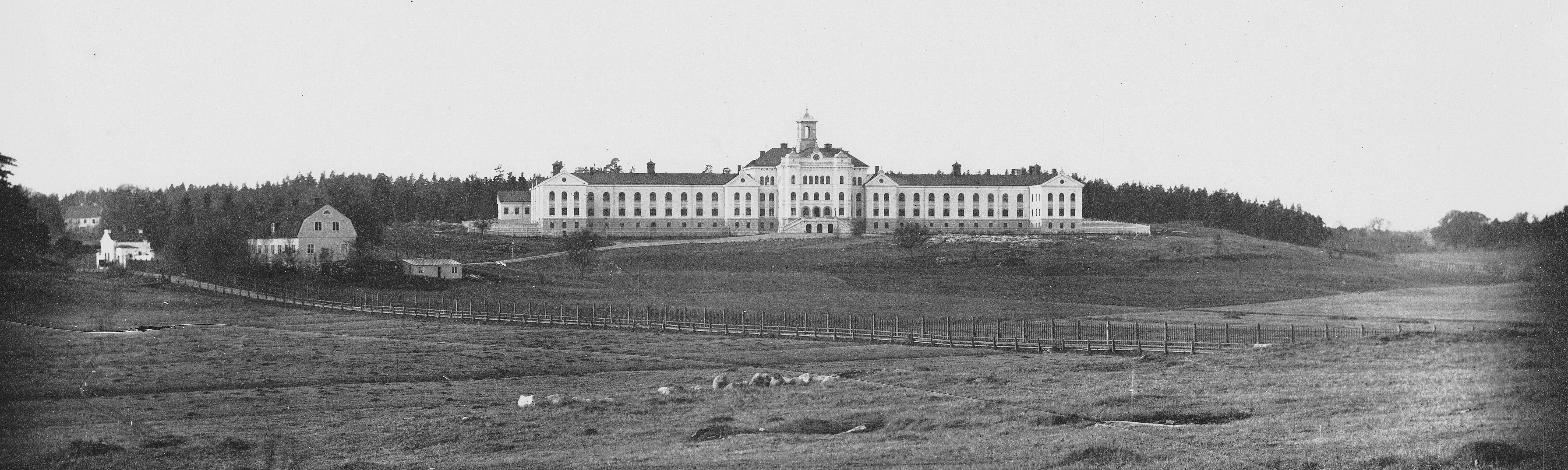
Konradsbergs hospital 1860-talet

Kritik hade under en längre period riktats mot hospitalbyggnaderna vid Danviken. Därför lät man 1861 bygga ett nytt hospital, som också innefattade rättspsykiatrisk vård, vid Konradsberg på Kungsholmen i Stockholm. Det nya hospitalet var mer utformat för sitt egentliga syfte och den nya idén bakom hur den psykiatriska vården skulle bedrivas. De nya idéerna visade sig i bland annat arkitekturen. Byggnaden hade mer generöst med fönster som släppte in mer ljus och luft än vad det hade gjort på tidigare hospital. Hospitalets centrum bestod av en bostad för Konradsbergs hospitals huvudläkare. Men det fanns fortfarande karaktäristiska drag för ett sinnessjukhus kvar vid sjukhuset vid Konradsberg. Under tiden vid bygget var området på Kungsholmen ansett som mer lantlig. Byggnaden var också slottsliknande till det yttre. Wilhelm Öhrström (1821-1891) som blev landets första professor i psykiatri bedrev verksamhet vid Konradsberg. Den person som satt på posten som huvudläkare räknades också med att undervisa läkarstudenter vid Karolinska Institutet i teoretisk psykiatri, klinisk psykiatri och anstaltsadministration. 1861 skedde det en större förändring inom läkarutbildningen och i samband med detta blev psykiatri en obligatorisk kurs. Samma år började man också trycka verksamhetsberättelser från den översta styrelsen av sjukhusen som blev en del av den officiella statistiken, vilket bidrog till en mer enhetlig terminologi för de psykiska sjukdomarna. De gemensamma förändringarna innebar att psykiatrin etablerades som en vetenskap under 1860-talet, därtill fick sinnessjukvården också en lagstadgad inriktning mot behandling av sinnessjuka.

### 1800-talets slut
Under slutet av 1800-talet började frågan om relationen mellan brott och sjukdom förändras. Personlighetsmässiga, ärftliga och psykologiska faktorer tillskrevs allt större betydelse i försöken att förklara brottslingars agerande. Denna förändring i synen på brottslingar var nära förbunden med en motsvarande förskjutning i sättet att uppfatta sinnessjukdomarnas orsaker. Tidigare hade den medicinska bedömningen endast gällt huruvida brottslingen vid tillfället för brottet lidit av en psykisk sjukdom. Det tidiga 1800-talets psykiatriker hade betonat uppväxtvillkoren och levnadsomständigheterna som orsak till sinnessjukdomarna, men mot slutet av seklet var psykiatrikernas intresse mer renodlat etiologiskt; man sökte sökte orsaken hos individerna själva. Den här förändringen av synen på bakomliggande faktorer till sinnessjukdom hade att göra med framgångarna för den biologiska vetenskapen och det biologiska synsättet kom att prägla psykiatrin. Under samma tid växte i samhället rädslan för att brottsligheten skulle växa och innebära ett hot mot samhället. Samhällsdebattörer menade på att den ökade brottsligheten skulle innebära "socialt kaos".

### Brott som ledde till straffriförklaring under 1850-1929
Sett till perioden 1850-1929 ses ett mönster vad gäller vilka brott som tillskrevs de straffriförklarade som kom till anstalt. De vanligaste brotten var inom kategorierna våldsbrott, tillgreppsbrott och mordbrand. Dessa brott utgjorde 80 procent av de brott de straffria tillskrevs. Majoriteten av brotten var inom kategorin våldsbrott. Drygt en tredjedel av både män och kvinnor hade anklagats för någon form av våldshandling. Bland männen var den vanligaste typen av våldshandling mord, dråp eller mordförsök. Resterande åtalades för olika former av misshandel. Hos kvinnorna var det mer vanligt förekommande att bli åtalad för mord eller mordförsök, var femte hade anklagats för barnamord. Det var betydligt fler män bland de straffria som åtalades för misshandel utan dödlig utgång. Inom kategorin tillgreppsbrott var det omkring 40 procent av kvinnorna och omkring 30 procent av männen som åtalats. Det mest förekommande tillgreppsbrottet var stöld. Andra förekommande brott inom denna kategori var bedrägeri och förfalskning. Mordbrand var mindre förekommande än våldsbrott och andra tillgreppsbrott. Mordbrand samlade omkring 17 procent av männen och 20 procent av kvinnorna. Andra mindre vanligt förekommande brott var sedlighetsbrott, våldtäkt och försäljning av vapen samt hemfridsbrott. Olika former av skadegörelse kunde också förekomma. Det fanns brott som betydligt fler bedömdes straffria för att ha begått. Det rörde sig ofta om dödligt våld. Brotten mord, dråp och barnamord var mindre förekommande i riket som helhet, men vanligt förekommande hos de straffria. Allt fler av de som dömdes för dessa brott fanns alltså straffria. En kategori av brott som i princip var helt frånvarande bland patienter på hospitalen var underlåtenhetsbrott, försvarslöshet och lösdriveri. Dessa brott förklarades ofta med att ingen oönskad handling hade begåtts utan att individen varit oförmögen att skaffa egen försörjning. Många av dessa brott behandlades av länsstyrelserna och inte av domstolarna, vilket ger en förklaring till detta mönster. Dessa brott ledde ofta till tvångsarbete inom fångvården. 1929 beslutades det att sinnesundersökningen skulle tillämpas för de som riskerade att dömas till tvångsarbete i samma utbredning som för andra brott.

## 1900-talet
1800-talets debatt kring sambanden mellan psykiatrin och brottslighet fortsatte under 1900-talet. 

### 1900-talets första hälft
Många psykiatrer ville reformera omhändertagandet av rättspsykiatrins patienter. Trots att många psykiatrer blev kritiserade för att de blandade sig i sociala och moraliska problem i samhället, låg de till grund för reformerna som genomfördes under 1910-1920-talet inom rättspsykiatrin. Den största förändringen som skedde i samband med reformverksamheten var bygget av fasta paviljonger inom sinnessjukvård, som var säkra byggnader runtom huvudbyggnaden avsedda för patienter som var svårskötta och farliga. I de fasta paviljongerna vårdades dömda och andra med psykisk problematik. I samband med bygget av fasta paviljonger byggdes också den första avdelningen inom fångvården för brottslingar med psykisk problematik. Det här förslaget väckte stort intresse hos myndigheter till skillnad från tidigare förslag som kommit från psykiatrin. Kronohäktet i Västervik och Centralfängelset i Härnösand blev de första fångvårdsanstalterna som byggdes med anpassning för psykiskt sjuka brottslingar. Man bedömde att Västervik var den mest passande platsen för en anstalt med en sådan avdelning eftersom det var beläget nära det stora hospitalet. Man valde att bygga samma typ av avdelning i Härnösand för att resvägen för patienter i norra Sverige inte skulle vara för lång. Däremot var dessa avdelningar endast avsedda för brottslingar med tillfälliga sinnesförvirringar, medan de brottslingar som led av kronisk psykisk sjukdom fortsatte vårdas på de vanliga psykiatriska hospitalen.
År 1956 lades det fram ett förslag till skyddslag som grundade sig i brottsbalken. Det innebar att psykiskt störda lagöverträdare fick en särställning genom särskilda bestämmelser. Vid den här tiden hade de nya idéerna om straffrättslighet slagit igenom. Den tidigare åskådningen som byggde på vem som hade ansvarsförmåga och vem som var tillräknelig togs nu bort från lagtexten. Följden av detta blev att alla samhällsmedborgare nu skulle vara ansvariga inför lagen.
Under den här tiden kompletterades häkten och fängelser med nya Rättspsykiatriska kliniker. På Långholmen i Stockholm öppnades en rättspsykiatrisk klinik. I jämförelse med cellerna på anstalten så förstorade man fönstren för att tillämpa den klassiska tanken hur ett hospital för kriminalpatienter skulle se ut.

### Ny svensk rättspsykiatrisk forskning
Rättspsykiatri inrättades som en lärartjänst vid Karolinska Institutet 1921. År 1948 gjorde man om denna lärartjänst till en professur, Gösta Rylander blev den första innehavaren. Han var tidigare neuropsykiater och hans studier bidrog till en snabbare utveckling av användandet av psykologiska testmetoder. Social- och rättspsykiatri tillkom som en professur vid Rättspsykiatriska kliniken i Lund 1970. Den kliniken upphörde 1991 i samband med den andra efterträdaren Olle Hagnells pension. Det var istället professuren vid Karolinska Institutet som nu fick namnet psykiatri, särskilt social- och rättspsykiatri; Lars Lidberg blev professor i ämnet. Under 1990-talet fick Rättsmedicinalverket och flertalet universitetsinstitutioner en starkare forskningsverksamhet. År 1996 inrättades ett specifikt avtal mellan Rättsmedicinalverket och Karolinska Institutet om en satsning på rättspsykiatrisk forskning.